# William Degouve de Nuncques
William Degouve de Nuncques (Monthermé, 28 febbraio 1867 – Stavelot, 1º marzo 1935) è stato un pittore belga simbolista.

## Biografia
La famiglia Degouve de Nuncques faceva parte dell'aristocrazia francese, ma in seguito alla guerra franco-prussiana (1870-1871) dovette fuggire in Belgio, a Bruxelles.

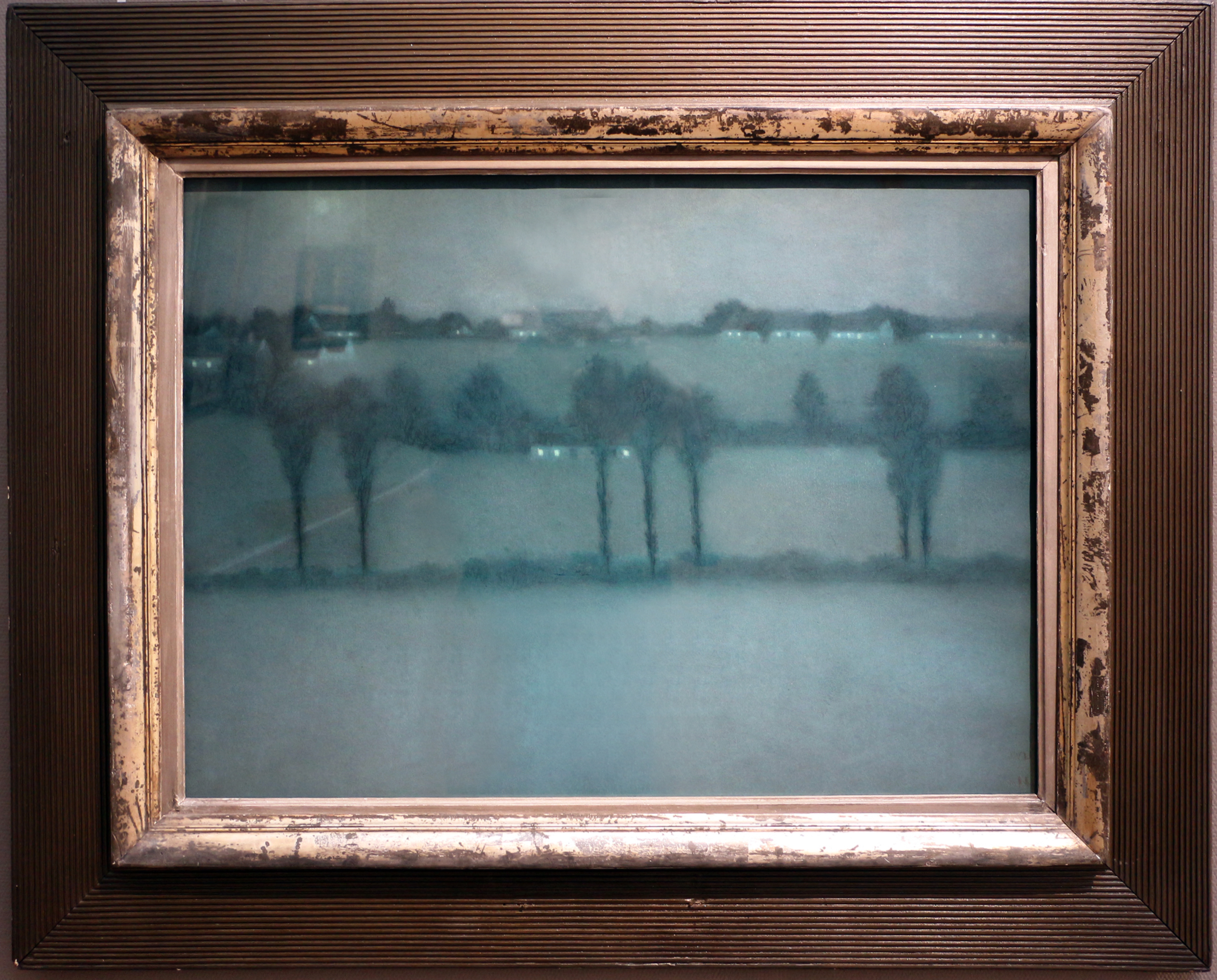
William Degouve de Nuncques, Paesaggio, effetto notte, 1896. Museo di Ixelles, Ixelles, Bruxelles

William, nato a Monthermé, nelle Ardenne, imparò a dipingere da autodidatta, ma completò i suoi studi presso l'Accademia di Ixelles, crescendo artisticamente anche grazie ai consigli del pittore olandese Jan Toorop, con cui condivise l'atelier.
Nel 1893 si unì al gruppo d'avanguardia Les XX, con cui espose al Salon di Parigi. Nel 1894 sposò la pittrice Juliette Massin, cognata di Émile Verhaeren, che lo introdusse nella cerchia dei simbolisti.
Soggiornò alle isole Baleari dal 1899 al 1902, viaggiò in Italia, Austria, Germania e Francia fino al 1914, dipingendo ovunque andasse.Allo scoppiare della prima guerra mondiale (1914), si rifugiò con la moglie a Blaricum nei Paesi Bassi. Trascorse gli ultimi anni della sua vita a Stavelot, in Belgio, dove morì.
La più ampia collezione delle sue opere si trova a Otterlo, nel Museo Kröller-Müller.

## Stile
Il linguaggio simbolista di William Degouve de Nuncques si esprime soprattutto attraverso la resa dei paesaggi e l'uso dei pastelli. Non si tratta di rappresentare oggettivamente il soggetto ritratto che, seppur presente, non prevale sulla percezione complessiva dell'opera, ma ne risulta inglobato, come in un'altra realtà. Il pittore offre quindi una realtà trasfigurata, poetica e sognante, talvolta impalpabile e nebbiosa, dove alla resa atmosferica è affidata la narrazione dell'invisibile.
Raramente troviamo nelle sue opere, che avvolgono la coscienza nel mistero, figure umane.

## Opere (elenco parziale)
- Inverno nel Brabante, (1888)
- Il canale, (1894)
- Gli angeli della notte, (1894)
- A Venezia, (1895)
- Pavoni, (1896)
- Lago di Como, (1897)
- Notturno al Royal Park di Bruxelles, (1897)
- Cave di Manacor, (1901)
- Mandorli, (1902)
- Notte a Salisburgo, (1905)
- Barca nella neve, (1911)

## Galleria d'immagini

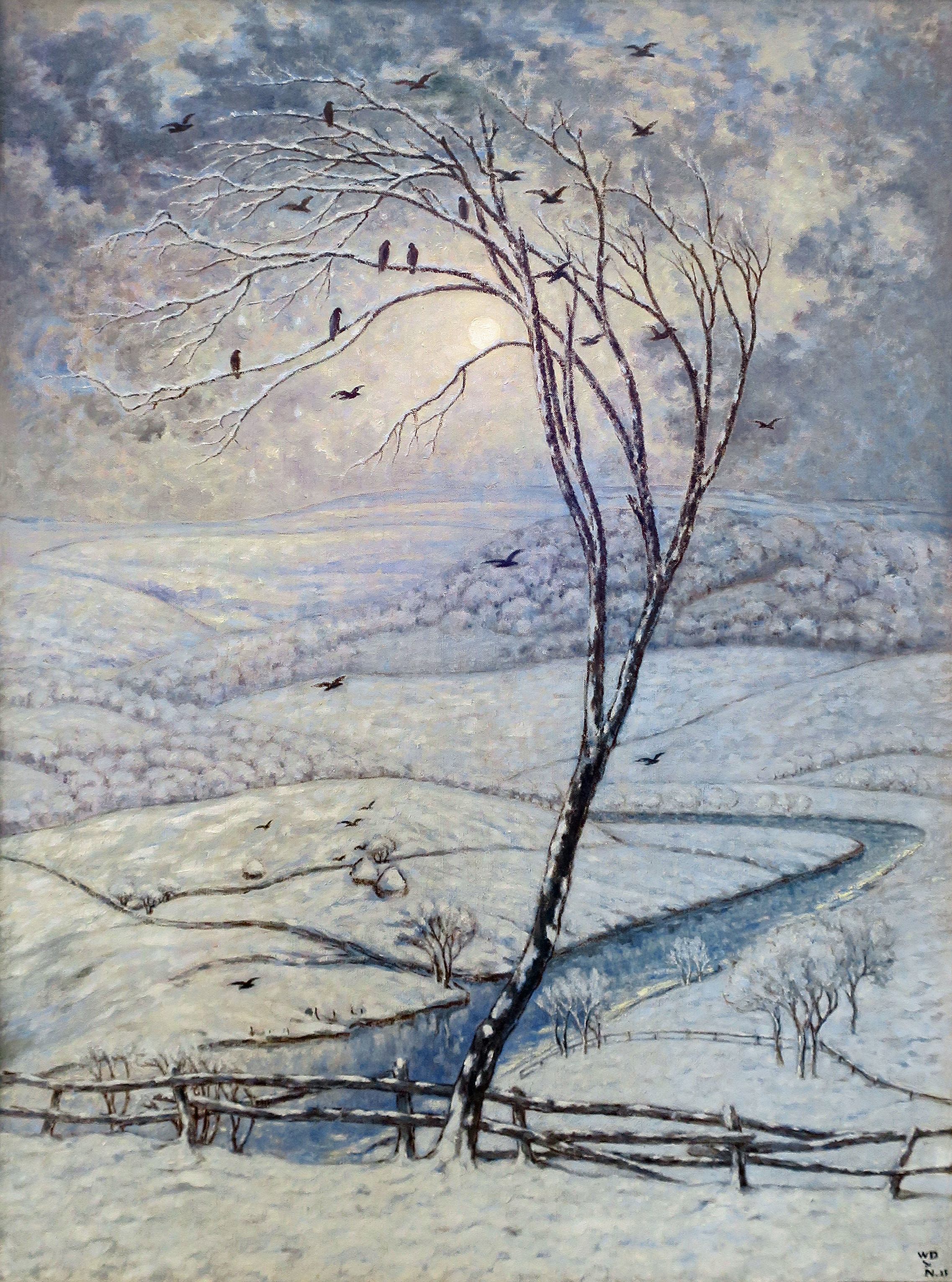
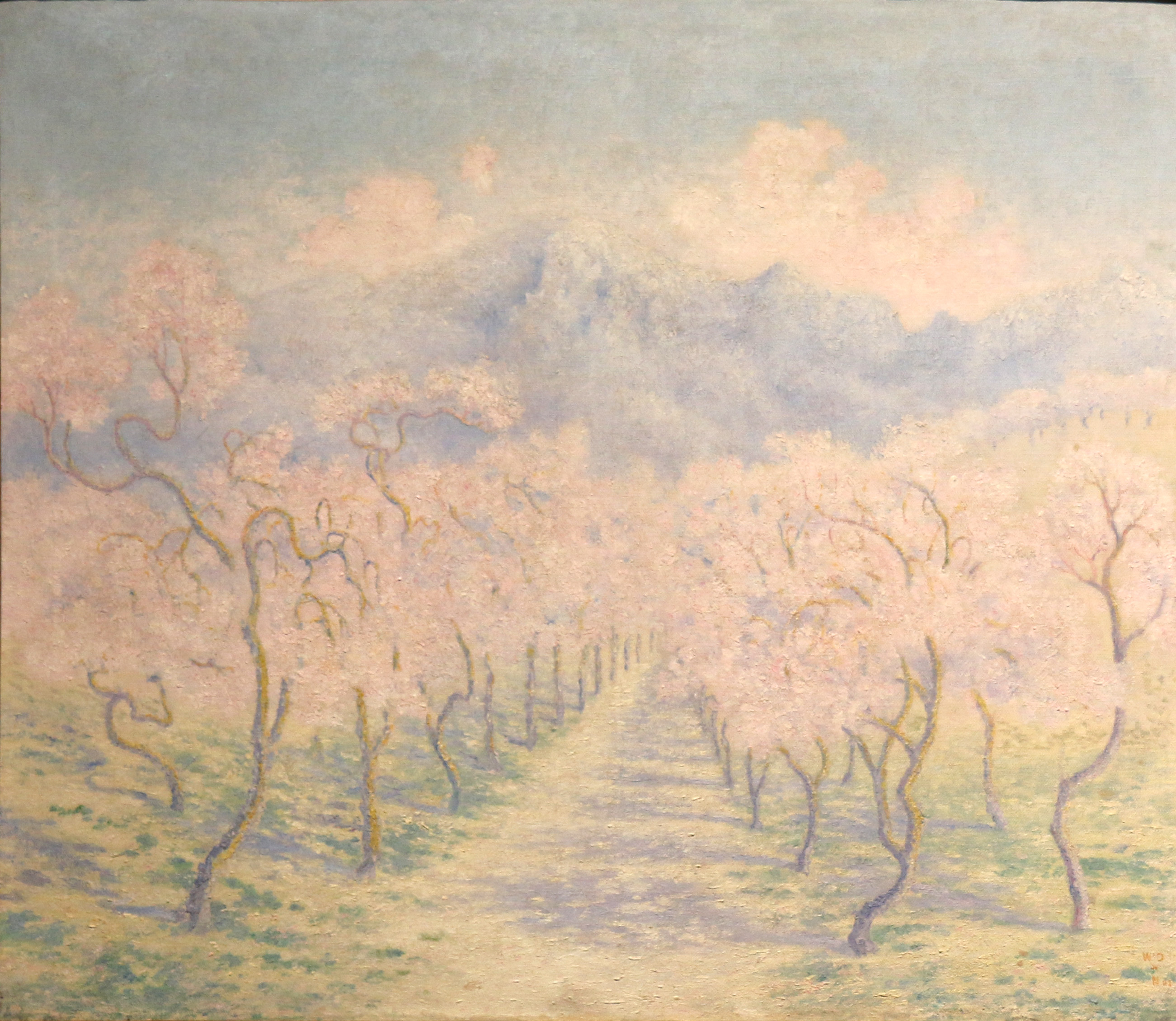
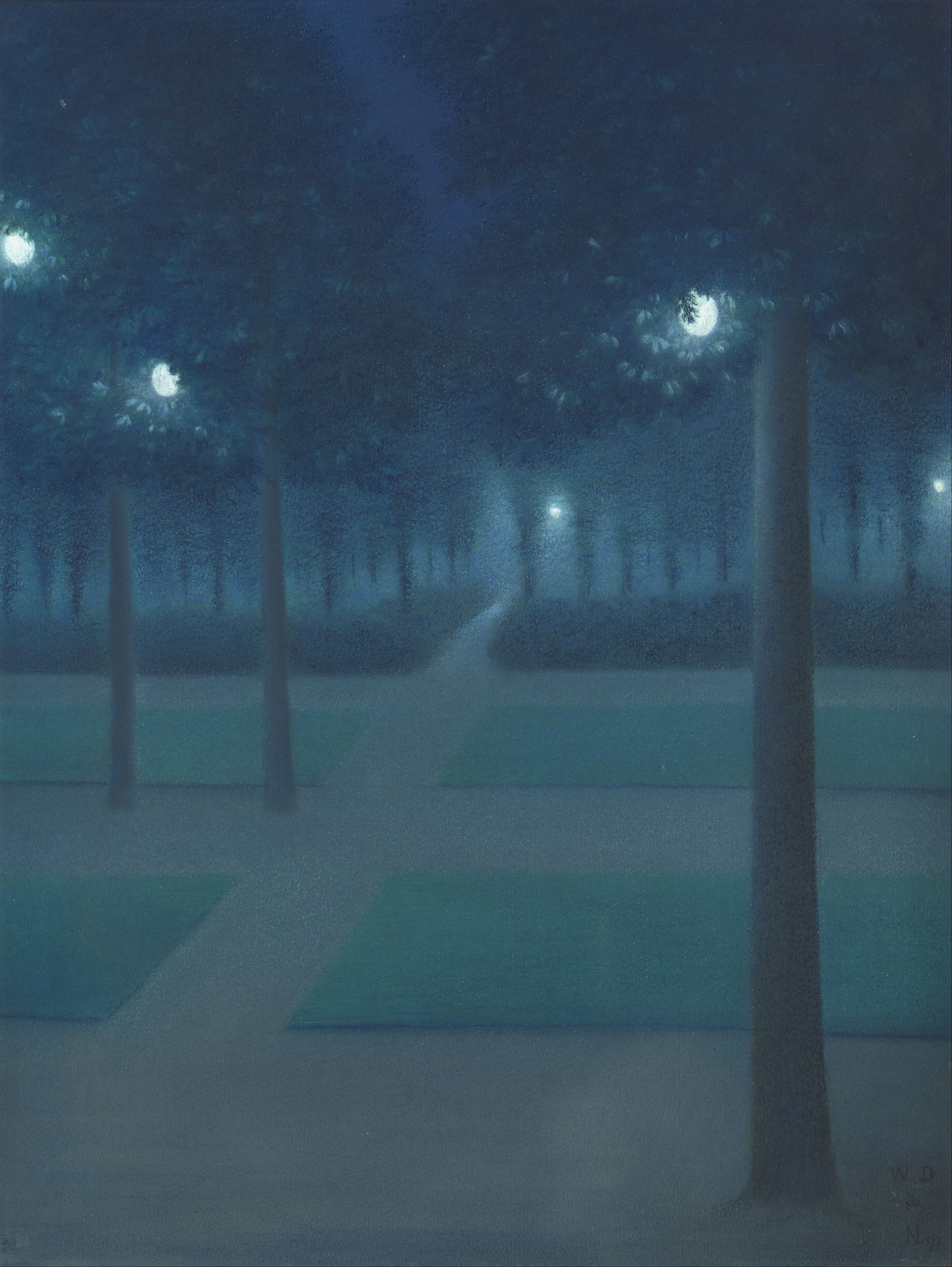
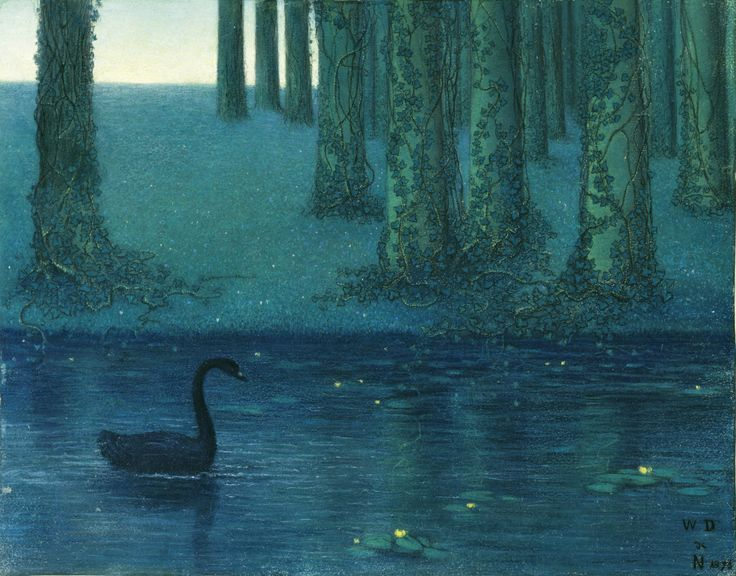